# Fritz Spindler
Fritz Spindler, född den 24 november 1817 i Wurzbach i Thüringen, död den 26 december 1905 i Niederlössnitz i nuvarande Radebeul, Sachsen, var en tysk pianist och tonsättare.
Spindler, som var elev till Friedrich Schneider i Dessau, var från 1841 musiklärare i Dresden. Han skrev över 300 kompositioner, däribland främst salongsstycken, men även två symfonier, en pianokonsert, kammarmusik med mera.